# 鋸喩経
『鋸喩経』（こゆきょう、巴: Kakacūpama-sutta, カカチューパマ・スッタ）とは、パーリ仏典経蔵中部に収録されている第21経。
経名は「ノコギリの喩え」を意味する。釈迦の教えを学ぶ者は、のこぎりによって、手足を切り落とされた時であっても、争いの世界に堕することが無いようにせよ、という教えである。
類似の伝統漢訳経典としては、『中阿含経』（大正蔵26）の第193経「牟梨破群那経」がある。
釈迦が、比丘モーリヤパッグナに、出家修行者の心構えについて説いていく。

## 日本語訳
- 『南伝大蔵経・経蔵・中部経典1』（第9巻） 大蔵出版
- 『パーリ仏典 中部（マッジマニカーヤ）根本五十経篇I』 片山一良訳 大蔵出版
- 『原始仏典 中部経典1』（第4巻） 中村元監修 春秋社